# Schamal Kurdufan
Schamal Kurdufan (arabisch شمال كردفان, deutsch Nord-Kurdufan oder Nordkordofan) ist ein Bundesstaat im Sudan.
Er hat eine Fläche von 221.900 km² und gemäß dem Zensus von 2008 rund 3 Millionen Einwohner. Seine Hauptstadt ist al-Ubayyid, weitere Städte sind an-Nahud und Umm Badr.

## Geographie
Der Bundesstaat grenzt an al-Chartum, Dschanub Kurdufan, an-Nil al-Abyad, asch-Schamaliya, Nahr an-Nil, Schamal Darfur und Dschanub Darfur. Die Vegetation besteht vorwiegend in Dornstrauchsavanne.

## Geschichte
Von 1919 bis 1974 gehörte das Gebiet des heutigen Bundesstaates Schamal Kurdufan zur Provinz Kurdufan. 1974 wurde diese Provinz in die beiden Provinzen Schamal und Dschanub Kurdufan gespalten. Von 1991 bis 1994 gehörte das Gebiet von Schamal Kurdufan wieder zum neu geschaffenen Bundesstaat Kurdufan, der in den Grenzen der Provinz Kurdufan von 1919 bis 1974 glich. Am 14. Februar 1994 wurde Kurdufan in die drei Bundesstaaten Schamal, Dschanub und Gharb Kurdufan eingeteilt. Gharb Kurdufan wurde 2005 wieder aufgelöst und zwischen Nord- und Südkordofan aufgeteilt.

## Wirtschaft
Die Pipeline, die die weiter südlich gelegenen Ölfelder mit dem Hafen von Bur Sudan verbindet, verläuft über Schamal Kurdufans Hauptstadt al-Ubayyid nach Khartum.